# Andrew Stunell
Robert Andrew Stunell, barone Stunell (Londra, 24 novembre 1942 – 29 aprile 2024), è stato un politico britannico.

## Biografia
Andrew Stunell nacque a Londra, nel borgo sud-occidentale di Sutton, il 24 novembre 1942. Studiò architettura prima presso l'Università Victoria di Manchester e poi all'Università John Moores di Liverpool. Fu membro del Royal Institute of British Architects nel 1969.
Dopo la laurea lavorò come assistente di architettura fino al 1989. Dal 1989 al 1996 fu segretario politico dell'Associazione dei Consiglieri Liberal Democratici. Nel 1995 fu nominato Ufficiale dell'Ordine dell'Impero Britannico

### Carriera politica
Andrew Stunell fu eletto al consiglio comunale del distretto di Chester nel 1979 e al consiglio della contea di Cheshire nel 1981.
In occasione delle elezioni generali del 1979, del 1983 e del 1987, contestò il collegio di City of Chester come candidato dei Liberal Democratici, arrivando in tutte e tre le volte in terza posizione.
Alle elezioni del 1992, Stunell si candidò in Parlamento per il seggio di Hazel Grove ma non risultò eletto. Alle successive elezioni si ricandidò per il medesimo collegio, dove vinse. Rimase membro della Camera dei comuni fino alle elezioni del 2015, quando annunciò le sue dimissioni da parlamentare.
Entrato quindi in Parlamento nel 1997, Stunell fu nominato ministro ombra dell'energia nel governo dell'opposizione guidato da Paddy Ashdown, restando in carica fino al 2005. Contemporaneamente, Stunell fu scelto per ricoprire il ruolo di vice capo whip del partito, dimettendosi da quella posizione solo nel 2001 quando divenne capo whip, posizione nella quale rimase fino al marzo 2006. Dopodiché servì come segretario di Stato ombra per le comunità e il governo locale, concludendo il mandato nel dicembre 2007.
Nel 2010, a seguito della coalizione di governo tra i Conservatori e i Liberal Democratici, Stunell fu nominato sottosegretario di Stato parlamentare per le comunità e il governo locale dal segretario di Stato Eric Pickles.
Rimase sottosegretario fino al settembre 2012. Due mesi dopo prestò giuramento come membro del Consiglio privato presso Buckingham Palace. Questo gli diede di diritto il prefisso onorifico "The Right Honourable" a vita.
Nel 2013 Andrew Stunell venne nominato Knight Bachelor per il suo servizio pubblico e politico.
Il 26 ottobre 2015 venne annunciata la sua nomina a pari a vita ed entrò quindi alla Camera dei lord. Assunse il titolo di barone Stunell.

## Vita privata
Andrew Stunell si sposò con Gillian Chorley nel 1967. Insieme ebbero cinque figli: tre maschi e due femmine.
Stunell morì il 29 aprile 2024, all'età di 81 anni.